# Anomala inguinalis
Anomala inguinalis är en skalbaggsart som beskrevs av Ohaus 1915. Anomala inguinalis ingår i släktet Anomala och familjen Rutelidae. Inga underarter finns listade i Catalogue of Life.